# Víctor García
Víctor García (n. 4 decembrie 1974, Barcelona) este un regizor de film spaniol și scenarist. Este cel mai cunoscut pentru filmul său de scurt metraj El ciclo (2004) și regizarea filmului american de groază Return to House on Haunted Hill (2007). El ciclo a câștigat Premiul pentru cel mai bun film scurt de groază la Screamfest Horror Film Festival din Los Angeles, California.

## Filmografie

### Ca regizor
- 2007 : Return to House on Haunted Hill
- 2010 : Arctic Predator
- 2010 : Mirrors 2
- 2011 : Hellraiser : Revelations